# Endicott (Nueva York)
Endicott es una villa ubicada en el condado de Broome en el estado estadounidense de Nueva York. En el año 2000 tenía una población de 13,038 habitantes y una densidad poblacional de 1,604.7 personas por km².

## Geografía
Endicott se encuentra ubicada en las coordenadas 42°6′11″N 76°3′17″O / 42.10306, -76.05472.

## Demografía
Según la Oficina del Censo en 2000 los ingresos medios por hogar en la localidad eran de $26,032, y los ingresos medios por familia eran $35,858. Los hombres tenían unos ingresos medios de $27,780 frente a los $21,320 para las mujeres. La renta per cápita para la localidad era de $17,274. Alrededor del 18.7% de la población estaban por debajo del umbral de pobreza.